# إدموند فيليبس (لاعب كريكت)
إدموند فيليبس (12 يناير 1932 في المملكة المتحدة - ) (بالإنجليزية: Edmund Phillips)‏ هو لاعب كريكت بريطاني.